# Leptogenys ebenina
Leptogenys ebenina är en myrart som beskrevs av Auguste-Henri Forel 1915. Leptogenys ebenina ingår i släktet Leptogenys och familjen myror. Inga underarter finns listade i Catalogue of Life.